# Doctor Guerrero
El Doctor Guerrero o Doctor de la Guerra (del inglés War Doctor) o simplemente el Guerrero (The Warrior) es una encarnación del protagonista de la serie de ciencia ficción Doctor Who. Interpretado por John Hurt, es inusual en el hecho de que técnicamente precede al Noveno Doctor de Christopher Eccleston, pero su primera aparición en pantalla llegó ocho años más tarde, al ser creado retroactivamente por el showrunner Steven Moffat.
En la narrativa de la serie, el Doctor es un alienígena de siglos de edad, un Señor del Tiempo del planeta Gallifrey que viaja en el tiempo y el espacio en su TARDIS, frecuentemente con acompañantes. Cuando el Doctor es herido mortalmente, puede regenerar su cuerpo, pero al hacerlo gana una nueva apariencia física, y con ella, una personalidad completamente nueva. Por los eventos de la Guerra del Tiempo, el Octavo Doctor (Paul McGann) se vio obligado a controlar su regeneración para convertirse deliberadamente en un "guerrero", como se ve en el minisodio La noche del Doctor, ganando así el título de "El Doctor Guerrero".

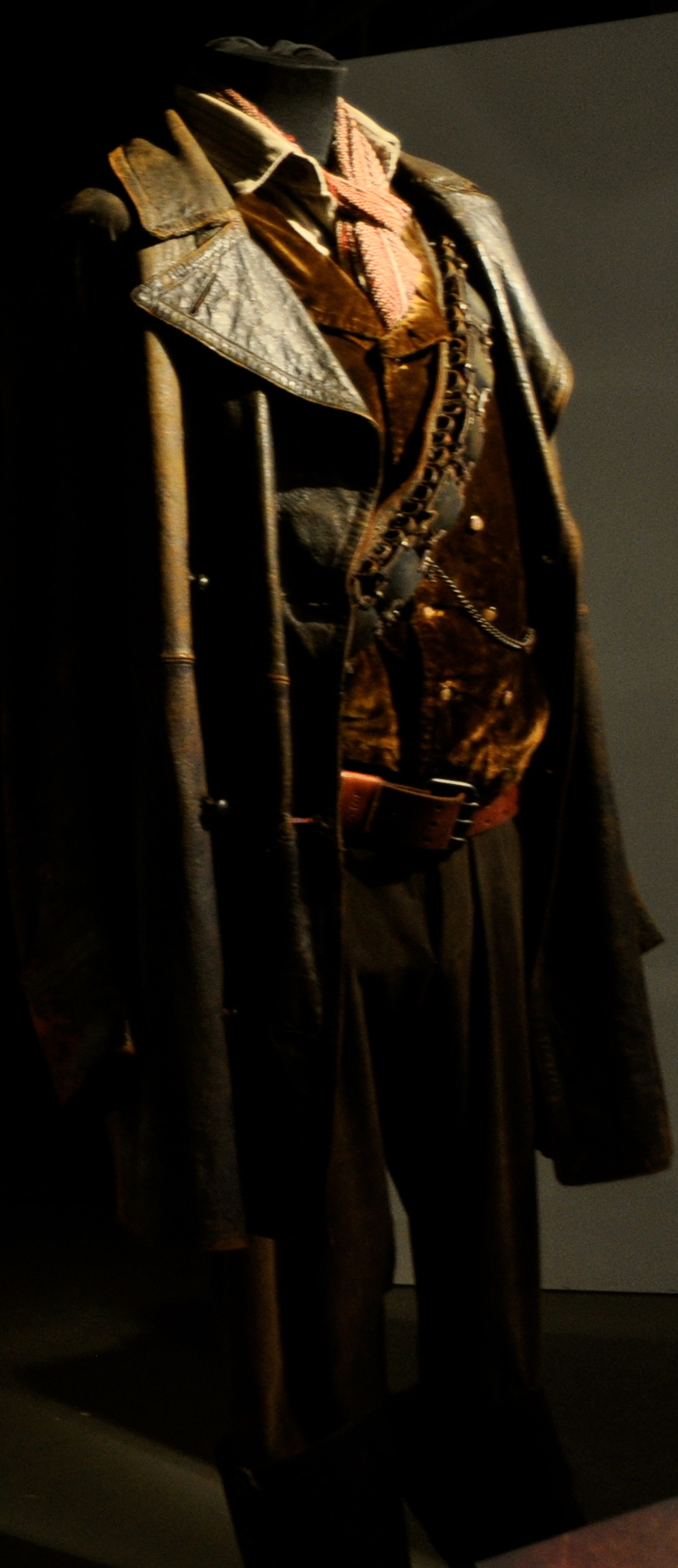
Vestimenta del Doctor Guerrero.

## Vestuario
El personaje de Hurt aparece viejo y desharrapado, llevando un estropeado abrigo de cuero y un chaleco. El diseñador de vestuario Howard Burden dijo que el personaje de Hurt es un "Doctor oscuro" que existió entre el Octavo y el Noveno Doctor. Como se muestra inmediatamente después de su regeneración en La noche del Doctor, este Doctor en realidad se regeneró con una edad muy joven, y parece haber envejecido mucho más que ninguna otra encarnación anterior (sin contar al Primer Doctor) a lo largo de toda su vida.

## Apariciones

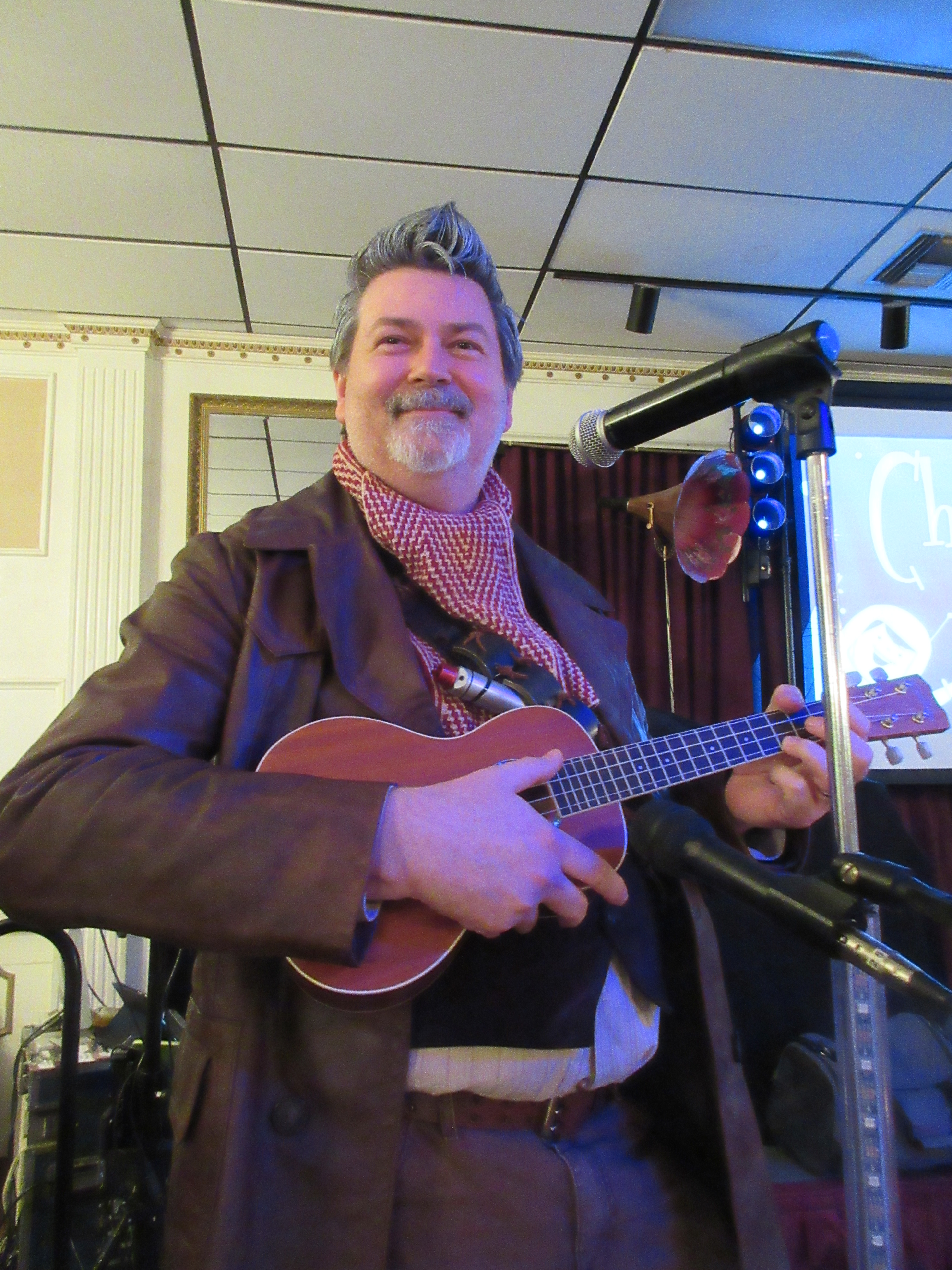
Cosplay del Doctor Guerrero en la convención NOLA Time Fest V en 2017.

El Doctor Guerrero apareció por primera vez en la conclusión de la séptima temporada moderna, en El nombre del Doctor. Allí, el Undécimo Doctor y su acompañante Clara Oswald están atrapados en la línea temporal del Doctor, donde se puede ver a varias encarnaciones anteriores del mismo, y ven una figura en las sombras que Clara no reconoce del pasado del Doctor. Este le dice que es otra versión de sí mismo, pero no como "el Doctor"; le explica que el nombre que ha elegido es una promesa que se hizo a sí mismo y que ese extraño es su secreto: "el que rompió la promesa". El personaje de Hurt entonces se dirige al Doctor, diciéndole "Lo que hice, lo hice sin elección... en el nombre de la paz y la cordura", a lo que el Doctor le responde, "Pero no en el nombre del Doctor". Mientras el Doctor se lleva a Clara, el extraño se gira y aparece un rótulo en pantalla que dice "Presentando a John Hurt como el Doctor".
La encarnación de Hurt aparece brevemente a continuación en el minisodio La noche del Doctor, donde se revela que el Octavo Doctor controló su propia regeneración deliberadamente al Doctor Guerrero, para así convertirse en un "guerrero" y tener una influencia en la Guerra del Tiempo que se está disputando. Tras su regeneración, este Doctor reniega de su nombre, diciéndose a sí mismo "Nunca más Doctor", aceptando su papel como guerrero en la guerra.
La siguiente aparición del Doctor Guerrero fue en el especial del 50 aniversario de la serie, el 23 de noviembre de 2013, El día del Doctor, donde él "lleva una antigua batalla a su devastadora conclusión". Al final del episodio, una vez terminada la Guerra del Tiempo, la extrema vejez detona la regeneración, apreciándose en pantalla durante un segundo que se está transformando en el Noveno Doctor, aunque la transformación no se muestra completa por la ausencia de Christopher Eccleston en el serial.